# Cheumatopsyche temburonga
Cheumatopsyche temburonga là một loài Trichoptera trong họ Hydropsychidae. Chúng phân bố ở vùng Indomalaya.